# Anton Stankowski

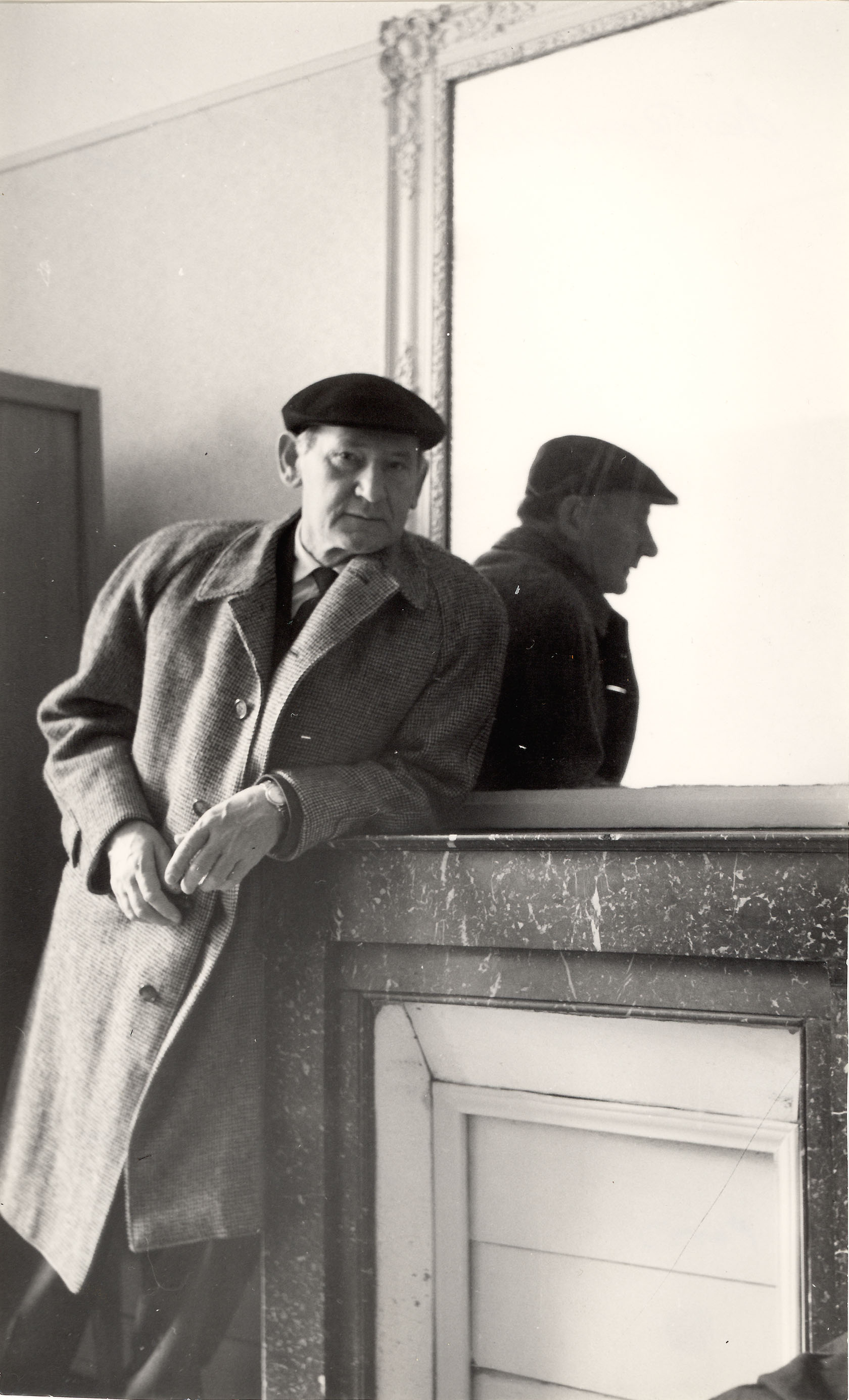
Anton Stankowski, Parijs 1958

Anton Stankowski (Gelsenkirchen, 18 juni 1906 – Esslingen am Neckar, 11 december 1998) was een Duitse schilder, fotograaf en grafisch ontwerper, die de zogenaamde Theory of design heeft ontworpen.

## Levensloop
Stankowski ving zijn studie in 1927 aan bij Max Burchartz aan de Folkwang Hochschule in Essen. Hij studeerde naast typografie en grafische kunst ook fotografie, een vak dat daar al werd gedoceerd.
In 1929 verhuisde Stankowski naar Zürich in Zwitserland, waar hij deel uitmaakte van een culturele groep ('Zürcher Schule der Konkreten')
met onder anderen Paul Lohse en Max Bill. In 1934 keerde hij (noodgedwongen) weer terug naar Duitsland.

## Werk
Stankowski werd in zijn constructivistische stijl geïnspireerd door de abstracte kunst van onder anderen Piet Mondriaan, Theo van Doesburg, Kazimir Malevitsj en Wassily Kandinsky.
In 1983 stichtte hij de Anton Stankowsky Stiftung, die iedere twee jaar een prijs toekent aan een persoon of instelling, die de scheiding tussen vrije en toegepaste kunst weet te overbruggen.